# پفافنهوفن (ناحیه)
پفافنهوفن (به آلمانی: Landkreis Pfaffenhofen an der Ilm) یک ناحیه در آلمان است که در باواریای علیا واقع شده‌است. پفافنهوفن ۱۱۱٬۷۰۰ نفر جمعیت دارد.

## شهرک‌ها و شهرداری‌ها

شهرک‌ها and municipalities in Landkreis Pfaffenhofen

Towns
1. گایزنفلد
2. فافنهوفن آن در ایلم
3. فبورگ آن در دانوب

Municipalities
1. بار-ابنهاوزن
2. ارنسگادن
3. گرولسباخ
4. هتنسهاوزن
5. هوهنوارت
6. ایلمونستر
7. یتسندورف
8. مانشینگ
9. مونشسمونستر
10. پورنباخ
11. رایشرتسهاوزن
12. رایشرتسهوفن
13. رورباخ
14. شیرن
15. شوایتن کیرشن
16. ولنتساخ